# Truro, Nova Scotia
Truro är en stad i Nova Scotia i Kanada. Invånarna uppmättes 2011 till 12 059 i antalet.

### Fotnoter
1. ↑  ”Census Profile” (på engelska). Statistics Canada. 12 mars 2011. http://www12.statcan.gc.ca/census-recensement/2011/dp-pd/prof/details/page.cfm?Lang=E&Geo1=CSD&Code1=1210006&Geo2=PR&Code2=12&Data=Count&SearchText=Truro&SearchType=Begins&SearchPR=01&B1=All&Custom=. Läst 1 februari 2014.